# Hági étterem (Miskolc)
A Hági étterem vagy Hági söröző Miskolcon, a Zsolcai kapu 5. szám alatt áll.

## Története
Miskolcon az első sörfőzők a 18. század közepén telepedtek meg és nyitottak műhelyt. A város serházáról 1714-ből van hír, a Hunyad (Nagy-Hunyad, majd Hunyadi) utcán működött. A Zsolcai kapuban először a pesti Dreher Serfőzde lerakata nyílt meg az 1. szám alatt (mára lebontották), első vezetői Guttman József és Emil voltak, de a megbízott képviselők gyakran változtak. A Haggenmacher Kőbányai és Budafoki Sörgyárak Rt. 1907-ben vásárolta meg a Zsolcai kapu 5. számú telket és a földszintes, utcafrontra néző épületet, de különösebb plusz beruházást, különösen új építkezést egyelőre nem akartak vállalni. A városnak pedig az volt az álláspontja a Zsolcai kapuval kapcsolatban, hogy azt igényes emeletes épületekkel kell beépíteni. A cég 1913-ban kérvénnyel fordult a városi hivatalhoz, miszerint „vállalkozásunknak Miskolczon ez lenne az első telepe, s miután csak most szándékozunk ott letelepedni, természetes, hogy nincsen szándékunkban mindjárt a kezdet legelején oly nagyszabású befektetéseket eszközölni”. A cég kérelmét a város méltányolta, de ahhoz ragaszkodott, hogy úgy újítsák fel az utcai frontra nyíló épületet, hogy az „minden városszépészeti igényt” kielégítsen. A homlokzat kialakítása azonban csak 1936-ban valósult meg, ekkor alakult ki a mai homlokzati megjelenés. A Hági elnevezés – állítólag – a Haggenmacher névből rövidült le és vált annak „becézős” változatává, illetve vált „hivatalossá”. A Hági elnevezést ezt követően minden tulajdonos megtartotta. Színvonalas, népszerű szórakozóhely volt. Az étterem  az 1944. június 2-i bombatámadás során megsérült, de hamar újjáépítették. A következő felújítás 1995-ben volt. 2017-ben az étterem-söröző új tulajdonosra vár.

## Leírása
A főbejárat az Étterem felirat alatt van, fölötte helyezték el a Hági „címerét”. A sörkészítés jellemző attribútumai vannak rajta: az árpakalász, a komló, a szórólapát, a sermerítő és a hordó. Fölötte kovácsoltvas konzolon van a cégér, a konzolba pedig belefoglalták a H betűt. Az éttermet már a kezdetektől vadász-szobának nevezték. Ettől jobbra van a söröző (és volt a söntés). A kellemes hangulatú kerthelyiségbe az étteremből lehet(ett) kimenni, ahol 14 söröző boxot különítettek el. A söröző és a kerthelyiség külön bejáratait ritkán használták. Az építmény bal oldali részén nyílik a bejárati kapu, ahol a sörgyári részt lehetett megközelíteni, de ma már nem a Hági része.

## Képek

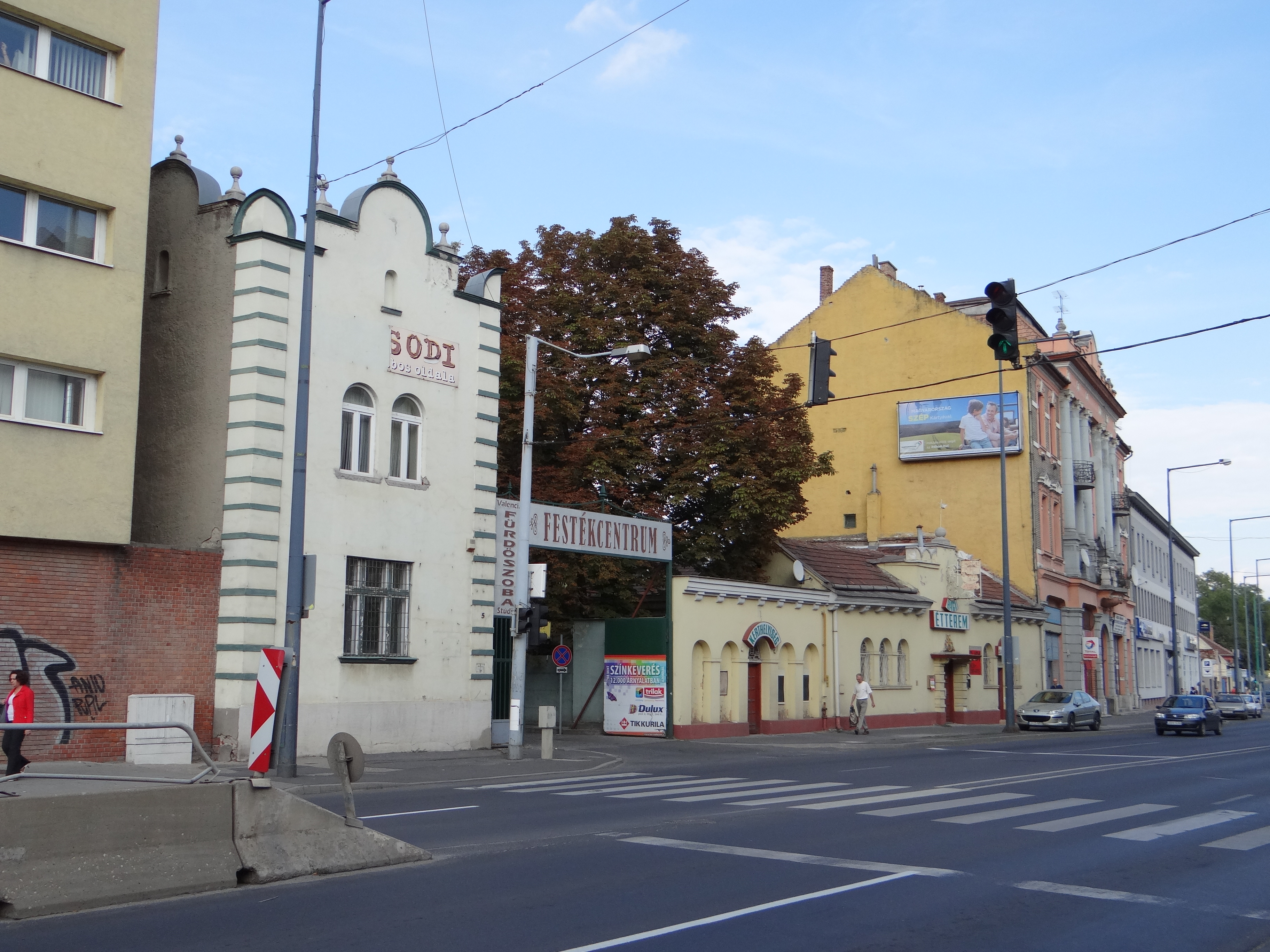
Az étterem a kapuval
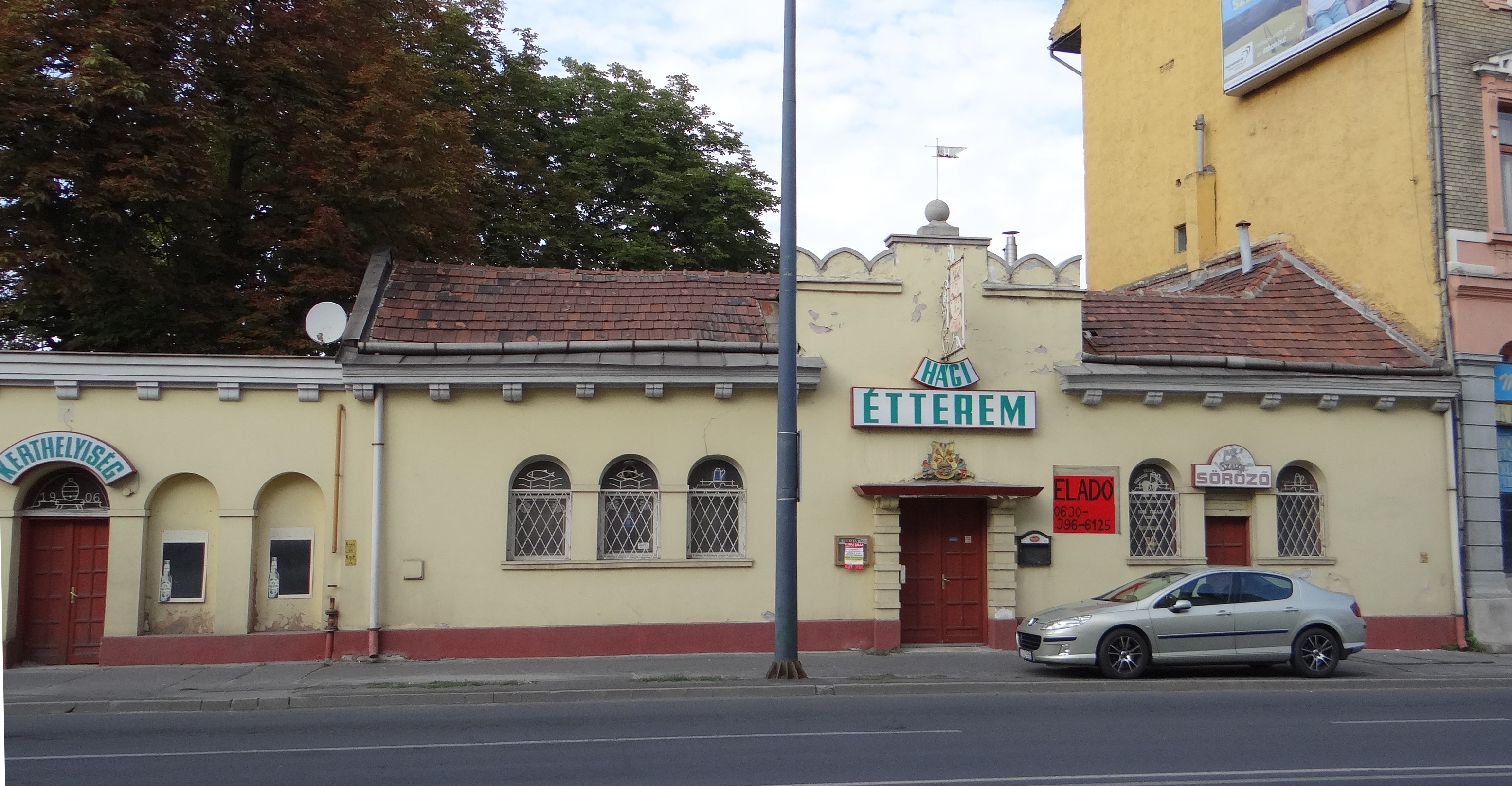
Az étterem
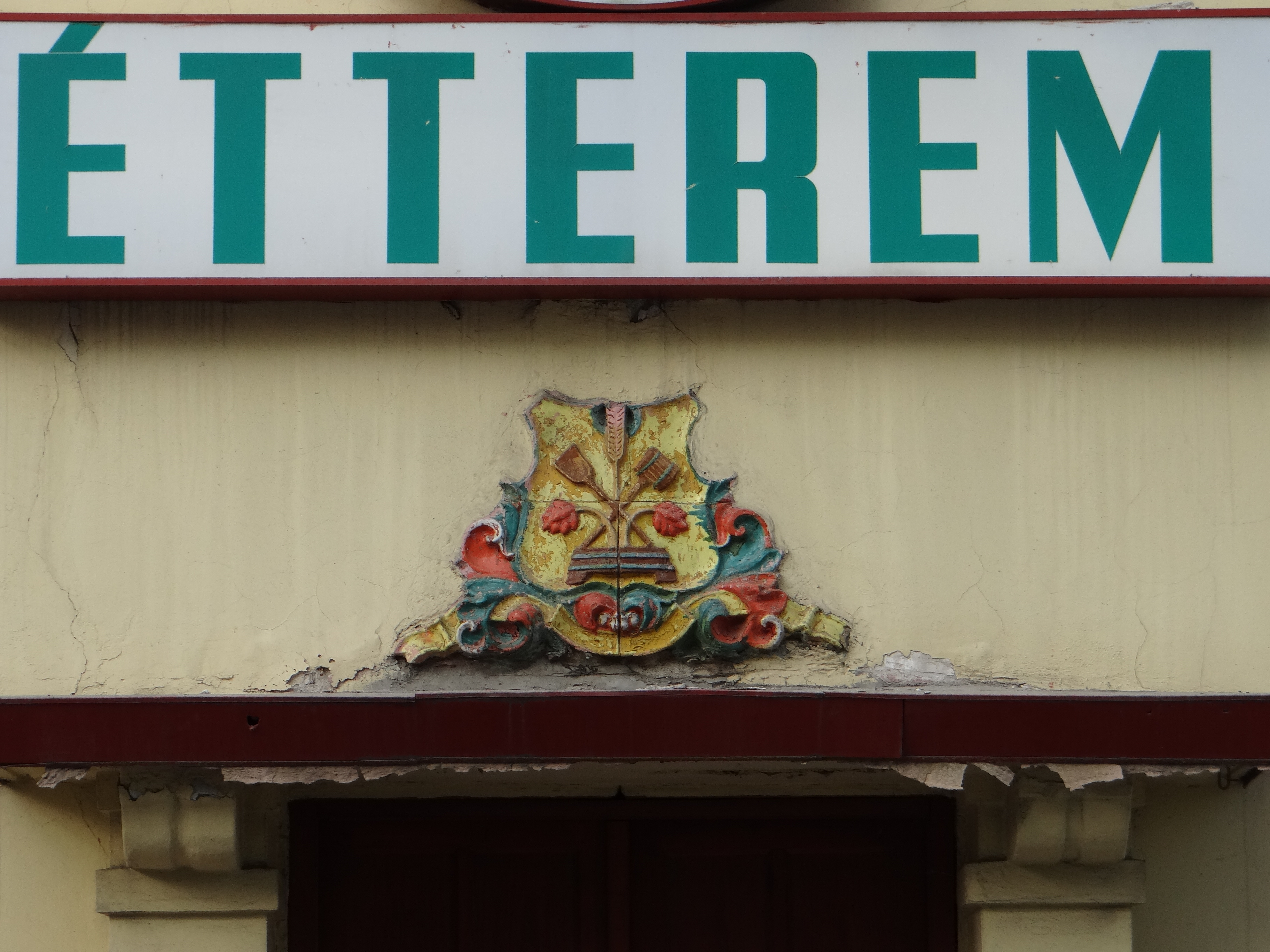
A Hági címere
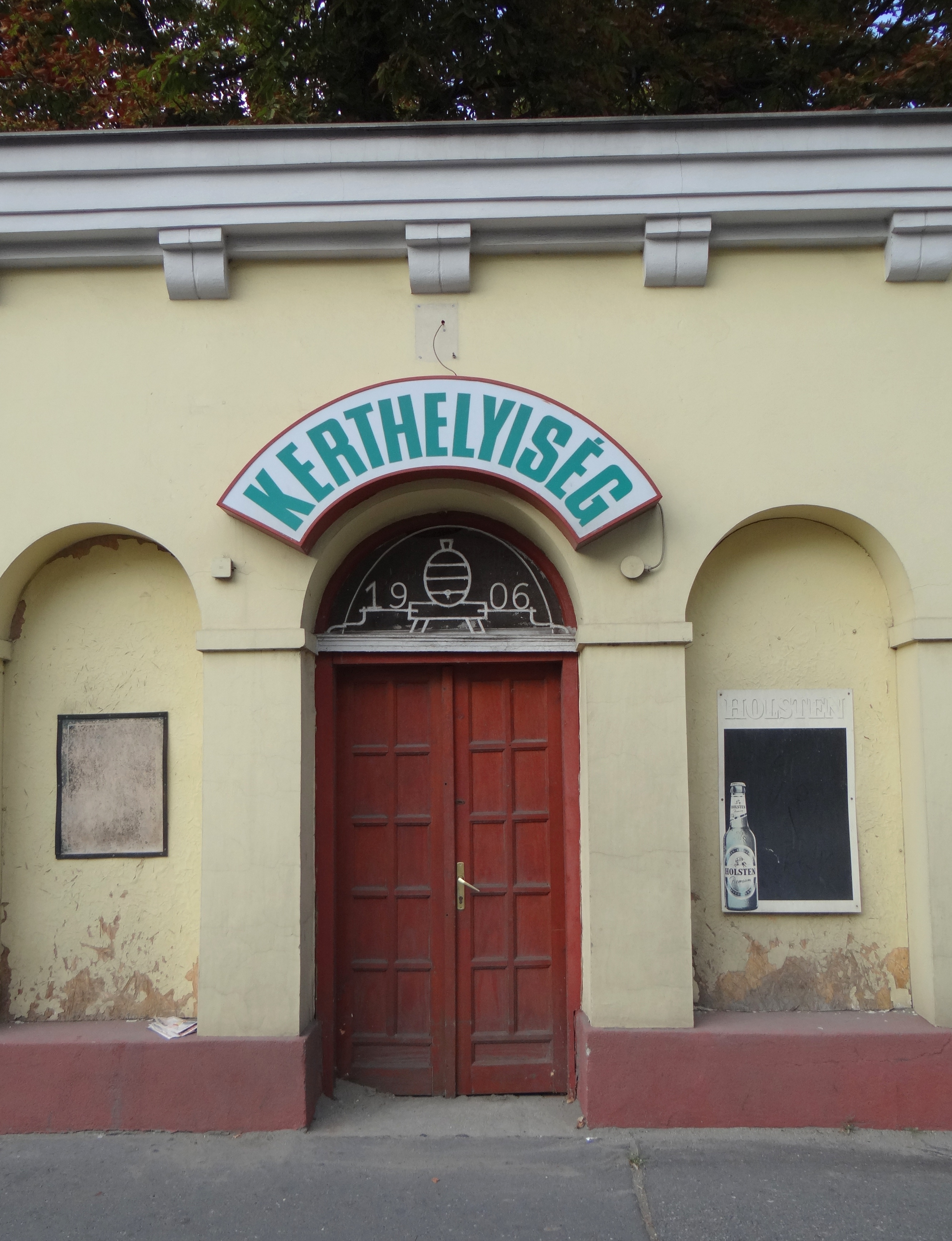
A kerthelyiség bejárata